# Buchnera nitida
Buchnera nitida är en snyltrotsväxtart som beskrevs av Sidney Alfred Skan. Buchnera nitida ingår i släktet Buchnera och familjen snyltrotsväxter. Inga underarter finns listade i Catalogue of Life.